# Újezd u Brna
Újezd u Brna är en stad i Tjeckien. Den ligger i regionen Södra Mähren, i den östra delen av landet. Újezd u Brna ligger 195 meter över havet och antalet invånare är 3 244.